# Rothschildia
Rothschildia là một chi bướm đêm thuộc họ Saturniidae họ.
Species are được tìm thấy ở Bắc Mỹ và Nam Mỹ from Canada to Argentina.

## Các loài
- Rothschildia affinis (Felder, 1874)
- Rothschildia amacurensis Lemaire, 1972
- Rothschildia amazonica (Packard, 1869)
- Rothschildia amoena Jordan, 1911
- Rothschildia andensis Rothschild, 1907
- Rothschildia angulatus Bouvier, 1936
- Rothschildia anikae (Meister & Brechlin, 2002)
- Rothschildia arethusa (Walker, 1855)
- Rothschildia aricia (Walker, 1855)
- Rothschildia aroma Schaus, 1905
- Rothschildia augias (Girad., 1874)
- Rothschildia aurata (Gevers, 1787)
- Rothschildia aurota (Cramer, 1775)
- Rothschildia balatana Bouvier, 1936
- Rothschildia belus (Maassen & Weymer, 1873)
- Rothschildia benjamini Hoffmann, 1942
- Rothschildia betis (Walker, 1855)
- Rothschildia bogotana Rothschild, 1907
- Rothschildia bolivar (Maassen & Weymer, 1873)
- Rothschildia bucaya Schaus, 1941
- Rothschildia campuzani (De la Rocha, 1870)
- Rothschildia catenigera Draudt, 1929
- Rothschildia cauca Rothschild, 1907
- Rothschildia chiris Rothschild, 1908
- Rothschildia cincta (Tepper, 1882)
- Rothschildia condor (Staudinger, 1894)
- Rothschildia coxeyi Schaus, 1932
- Rothschildia cruentata Bouvier, 1930
- Rothschildia draudti Benjamin, 1934
- Rothschildia encelades (Girad., 1874)
- Rothschildia equatoralis Rothschild, 1907
- Rothschildia erycina (Shaw, 1797)
- Rothschildia ethra (Olivier, 1790)
- Rothschildia fauvetyi (Guérin-Meneville, 1864)
- Rothschildia forbesi Benjamin, 1934
- Rothschildia fossilis Cockerell, 1914
- Rothschildia gounelli Bouvier, 1936
- Rothschildia guerreronis Draudt, 1929
- Rothschildia hesperus (Linnaeus, 1758)
- Rothschildia hoffmanni Vogeler, 1933
- Rothschildia hopfferi (Felder, 1859)
- Rothschildia imitator Draudt, 1929
- Rothschildia inca Rothschild, 1907
- Rothschildia jacobaeae Walker, 1855
- Rothschildia jorulla (Westwood, 1853)
- Rothschildia jorulloides (Dognin, 1895)
- Rothschildia lebeau (Guérin-Meneville, 1868)
- Rothschildia lichtenba Dyar, 1912
- Rothschildia luciana Rothschild, 1907
- Rothschildia lutea Jordan, 1911
- Rothschildia martha Rothschild, 1907
- Rothschildia maurus (Burmeister, 1880)
- Rothschildia maurusius Schreiter 1925
- Rothschildia melini Bryk, 1953
- Rothschildia meridana Rothschild, 1907
- Rothschildia mexicana Draudt, 1929
- Rothschildia micrinus Draudt, 1929
- Rothschildia morana Schaus, 1921
- Rothschildia mussehli Schaus, 1941
- Rothschildia nigrescens Rothschild, 1907
- Rothschildia ochracea Draudt, 1929
- Rothschildia olivenca Vogeler, 1933
- Rothschildia orbignyana (Guérin-Meneville, 1844)
- Rothschildia orizaba (Westwood, 1853)
- Rothschildia paradoxa Hoffmann, 1942
- Rothschildia paranensis (Burmeister, 1867)
- Rothschildia paucidentatat Lemaire, 1971
- Rothschildia paulista Vogeler., 1933
- Rothschildia pegasus Draudt, 1929
- Rothschildia peruviana Rothschild, 1907
- Rothschildia poecilator Draudt, 1929
- Rothschildia prionia Rothschild, 1907
- Rothschildia prionidia Draudt, 1929
- Rothschildia procyon Jordan, 1929
- Rothschildia pseudoguerreronis Hoffmann, 1942
- Rothschildia rectilineata Bouvier, 1930
- Rothschildia rhodina Jordan, 1911
- Rothschildia rhombifer (Burmeister, 1878)
- Rothschildia roxana Schaus, 1905
- Rothschildia satyrus (Felder, 1874)
- Rothschildia schreiteri Draudt, 1930
- Rothschildia schreiteriana Beyer & Orfila, 1945
- Rothschildia semiimmaculata Gardiner, 1962
- Rothschildia speculifer (Walker, 1855)
- Rothschildia speculizaba Vogeler, 1931
- Rothschildia speculum (Maassen & Weymer, 1873)
- Rothschildia splendida (Palisot de Beauvois, 1805)
- Rothschildia spondiae (De la Rocha., 1869)
- Rothschildia steinbachi Rothschild, 1904
- Rothschildia stuarti Rothschild & Jordan, 1901
- Rothschildia triloba Rothschild, 1907
- Rothschildia tucumani Dognin, 1901
- Rothschildia uruapana Hoffmann, 1942
- Rothschildia venezuelensis Bouvier, 1936
- Rothschildia vibidia Druce, 1904
- Rothschildia vinacea Rothschild, 1907
- Rothschildia wagneri Bouvier, 1936
- Rothschildia xanthina Rothschild, 1907
- Rothschildia yucatana Lemaire, 1971
- Rothschildia zacateca (Westwood, 1853)

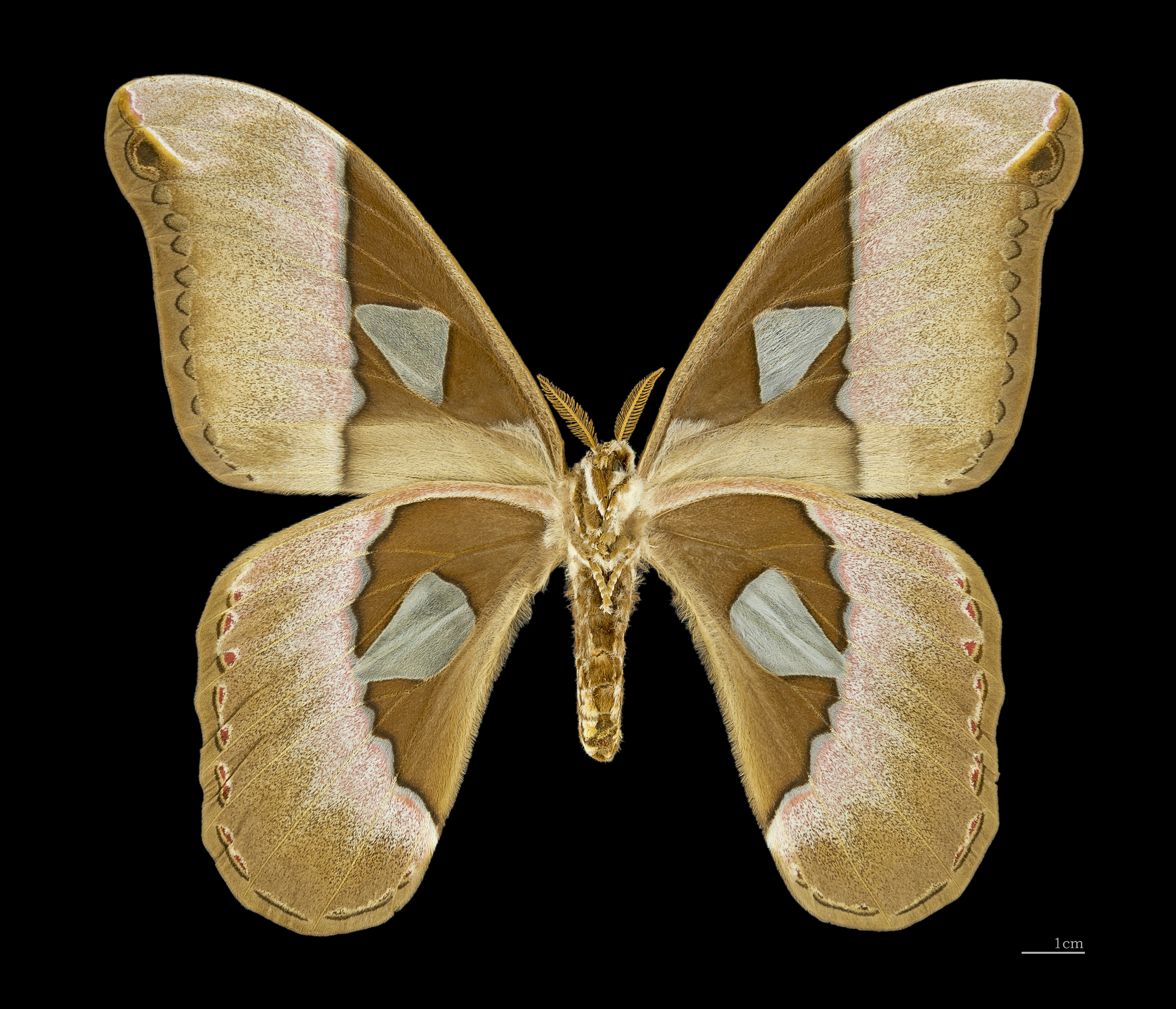
Rothschildia aurota
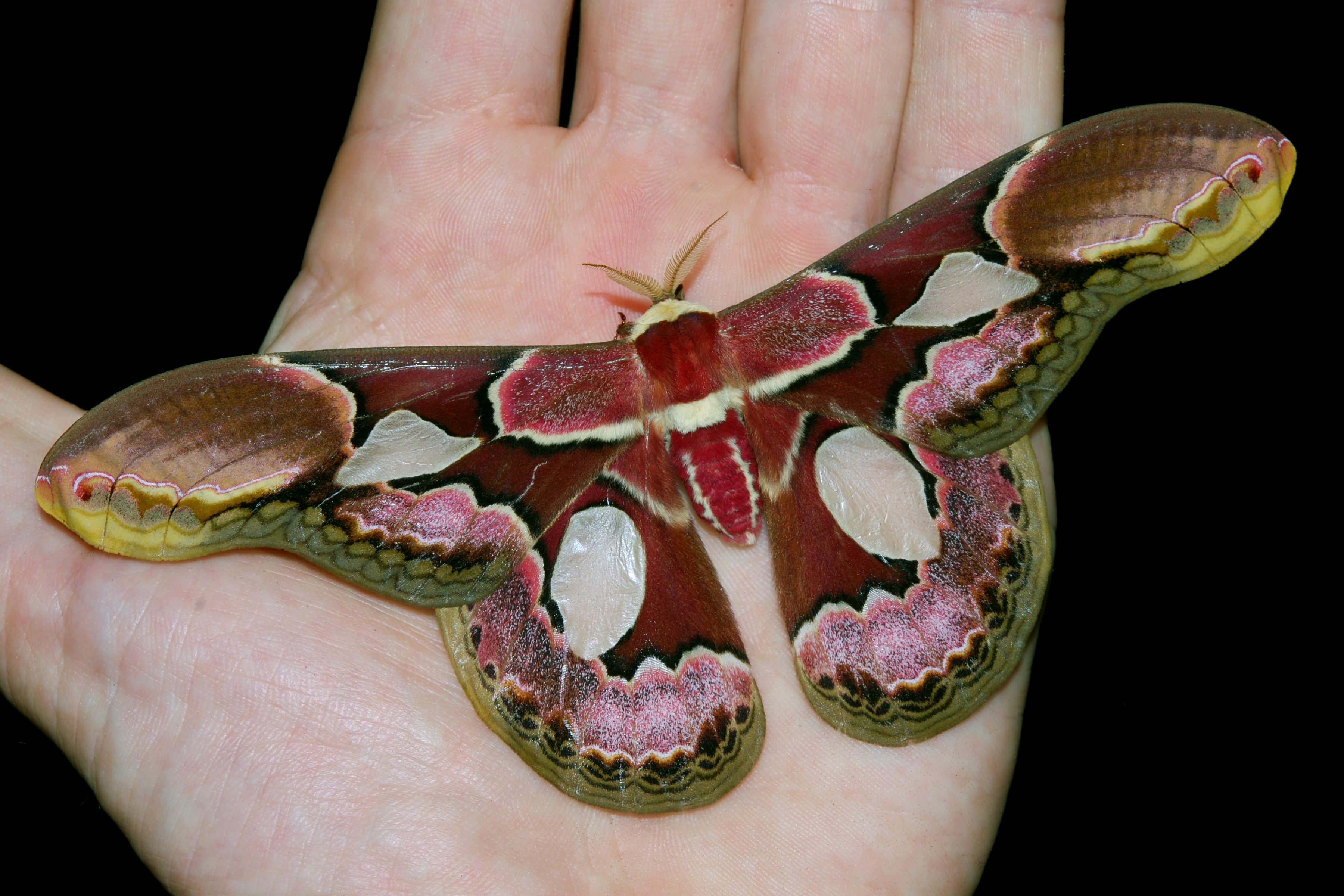
Rothschildia erycina
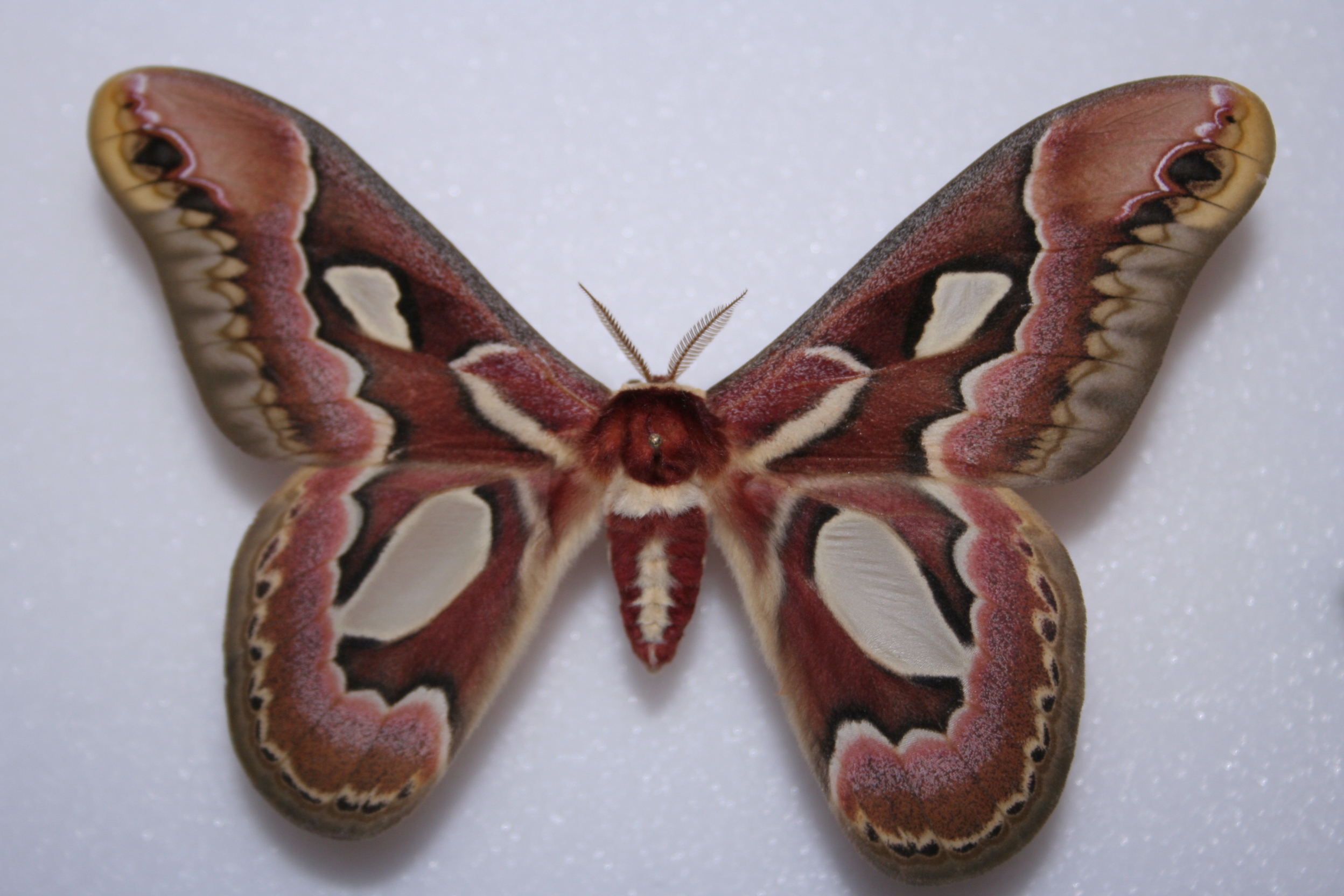
Rothschildia jacobaeae
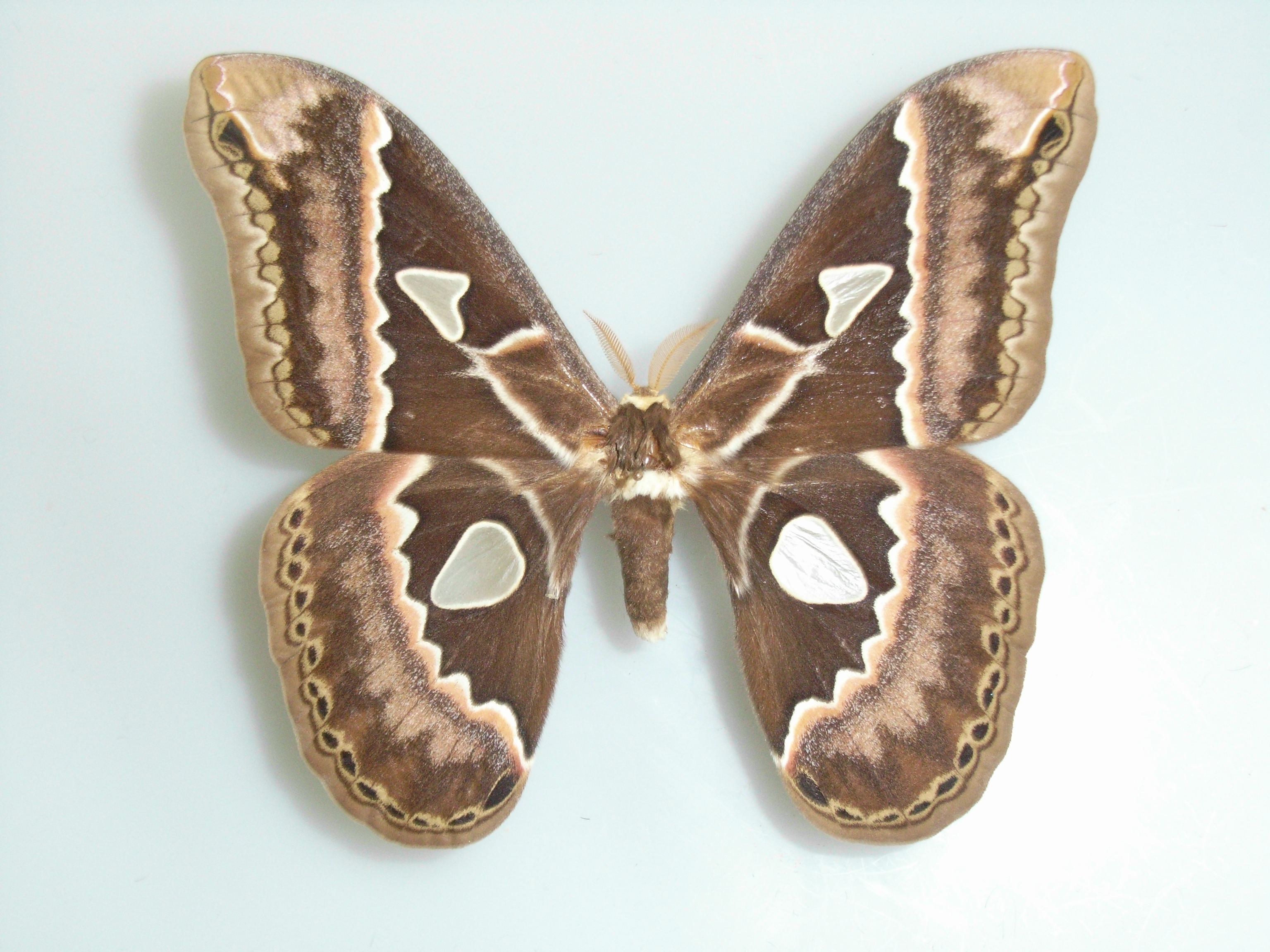
Rothschildia maurus
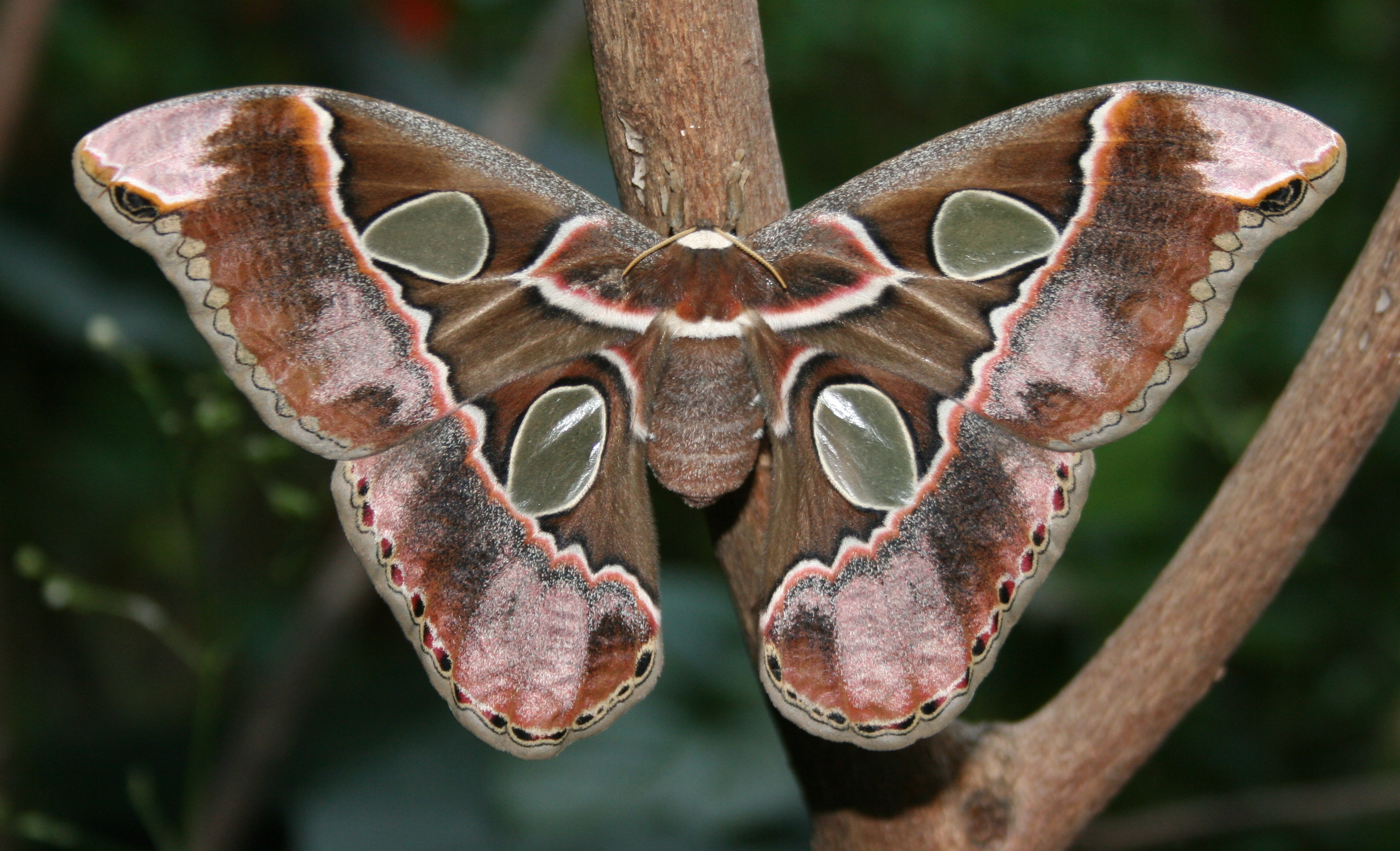
Rothschildia cincta